# Anamera alboguttata
Anamera alboguttata är en skalbaggsart som beskrevs av Thomson 1864. Anamera alboguttata ingår i släktet Anamera och familjen långhorningar.
Artens utbredningsområde är:
- Laos.
- Burma.

Inga underarter finns listade i Catalogue of Life.